# Gospodarstvo Češke
Češka i Moravska, regije s jakom industrijom još u doba Habsburškog Carstva, bile su najrazvijenija područja još u komunističkom bloku, što se osobito odnosi na sekundarni privredni sektor. Prijelaz na slobodno tržište, započet 1990., dovršen je mnogo brže nego u ostalim zemljama toga područja zahvaljujući krupnim stranim ulaganjima. 
Češko je poljodjelstvo intenzivno i iskorištava visoki stupanj mehanizacije u proizvođačkim sustavima. Na više od polovine obradivih površina proizvode sve žitarice; obilata je i proizvodnja krumpira, povrća, duhana i šećerne repe, dok se na kraju oko Plzena, u Češkoj, uzgaja hmelj, sirovina za proizvodnju piva. 
Vinogradarstvo je rasprostranjeno na moravskim brežuljcima. Stočarstvo, a osobito govedarstvo i svinjogojstvo, jako je razvijeno i značajan je izvor prihoda. U Moravskoj je rasprostranjeno i ovčarstvo. 
Češko je tlo bogato kamenim ugljenom; najviše nalazišta ima u Moravskoj, u okolini Ostrave; od ostalih rudača tu su lignit, cink, olovo i uran. 
Iako su ležišta nafte gotovo iscrpljena, u zemlji rade velika postrojenja za njezinu preradu; Ostravom prolazi ruski naftovod dug čak 4 500 km. Energetskim potrebama udovoljavaju brojne termoelektrane, hidroelektrane i nuklearne centrale. Obilje sirovina omogućilo je razvoj teške i lake metalurgije u blizini rudarskih područja.
Strojograđevna industrija poznata je po proizvodnji automobila; Škoda, koja je ušla u grupaciju Volkswagen, može se pohvaliti stogodišnjom tradicijom (od kraja 19. stoljeća). Vojna industrija u fazi je prenamjene. 
U ostravskom je području dobro razvijena kemijska i naftnokemijska industrija, dok su tekstilna, obućarska (s tvornicama poput Bate) i prehrambena industrija rasute cijelom zemljom. 
Grad Plzen poznat je po proizvodnji piva Pilsen koje se izvozi u cijeli svijet. Češko staklarstvo ima dugu tradiciju, a osobito je cijenjen češki kristal; od obrtničke proizvodnje valja spomenuti porculan, glazbala, precizne uređaje i olovke (Koh-i-Noor). 
Vanjska trgovina, koja se nekad zasnivala na razmjeni s državama sovjetskoga bloka, danas se obavlja sa zemljama središnje Europe. Tercijarne djelatnosti su u razvoju. 
Uspješni turizam znatno pridonosi državnim prihodima. Češka jedna je od najtraženijih turističkih destinacija, zahvaljujući u prvom redu privlačnosti glavnoga grada koji vrvi dragocjenim kulturnim i povijesnim spomenicima. Dobro je posjećeno i termalno lječilište Karlovy Vary, poznato od 19. stoljeća.